# Steganacarus michaeli
Steganacarus michaeli är en kvalsterart som beskrevs av Bernini och Avanzati 1987. Steganacarus michaeli ingår i släktet Steganacarus och familjen Phthiracaridae. Inga underarter finns listade i Catalogue of Life.